# ファニー・イムレー

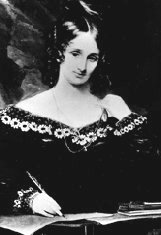
ファニー・イムレー

フランシス・“ファニー”・イムレー（Frances "Fanny" Imlay、1794年5月14日 - 1816年10月9日）は、イギリスのフェミニストであるメアリ・ウルストンクラフトとアメリカの商業理論家であり外交官でもあったギルバート・イムレーとの間に生まれた庶出児である。ウルストンクラフトは後年の作品でたびたび彼女のことを書いた。ファニーは、無政府主義者で政治哲学者で彼女の母親の寡夫でもあるウィリアム・ゴドウィンの家で、彼の2番目の妻と5人の子供とともに育った。異父妹であったメアリーは成人後、ロマン主義の詩人を先導し、後にファニーの死について詩作したパーシー・ビッシュ・シェリーと結婚し、小説『フランケンシュタイン』を執筆した。